# Zawada (powiat chojnicki)
Zawada – wieś w województwie pomorskim, w powiecie chojnickim, w gminie Czersk. 
Miejscowość wchodzi w skład sołectwa Wieck.
W latach 1975–1998 miejscowość administracyjnie należała do województwa bydgoskiego.

## Historia miejscowości
- Miejscowości o nazwie Zawada, [w:] Słownik geograficzny Królestwa Polskiego, t. XIV: Worowo – Żyżyn, Warszawa 1895, s. 473.